# Adolf Mayer
Adolf Eduard Mayer (9 de agosto de 1843 - 25 de diciembre de 1942) fue un químico agrícola alemán, cuyo trabajo sobre la enfermedad del mosaico del tabaco desempeñó un papel importante en el descubrimiento del virus del mosaico del tabaco y los virus en general. 

## Semblanza
Mayer nació en 1843 en la familia de un profesor de secundaria en Oldenburg. Su madre era hija del renombrado químico alemán Leopold Gmelin. De 1860 a 1862 estudió matemáticas y química en el Instituto de Tecnología de Karlsruhe. En 1862 se matriculó en la Universidad de Heidelberg, donde en 1864 se graduó summa cum laude con un doctorado en química, física y matemáticas. 
En 1879, mientras ocupaba el cargo de director de la Estación Experimental Agrícola en Wageningen en los Países Bajos, los agricultores holandeses le pidieron que estudiara una enfermedad peculiar que afectaba a la planta del tabaco. Mayer publicó un artículo en 1886 sobre la enfermedad, a la que llamó "enfermedad del mosaico del tabaco", y describió sus síntomas en detalle. Demostró que la enfermedad puede transmitirse usando la savia de las plantas de tabaco afectadas como el inóculo para infectar plantas sanas. En ese momento, se pensaba que esta enfermedad se propagaba por bacterias o toxinas muy pequeñas, pero algunos años después se demostró que el virus del mosaico del tabaco (VMT) era el culpable. Mayer empleó la microscopía óptica para buscar signos de hongos o bacterias en la savia infectada, pero no encontró ninguno, ya que el virus es demasiado pequeño para ser detectado en un microscopio óptico. Concluyó que el agente infeccioso era algún tipo de bacteria y afirmó erróneamente que podía obtener "filtrado claro" de la savia infectada usando papel de filtro en varias repeticiones. Los experimentos de filtración con papel y los mejores filtros de Chamberland de  porcelana fueron replicados por Dmitry Ivanovsky en 1892 y Martinus Beijerinck en 1898, quien demostró que el agente infeccioso de la enfermedad del mosaico del tabaco era de hecho infiltrable. Martinus Beijerinck acuñó el término "virus" para indicar la naturaleza no bacteriana de la enfermedad del mosaico del tabaco. En 1935, el virus del mosaico del tabaco fue el primer virus en cristalizarse. A pesar de la conclusión errónea, el trabajo pionero de Mayer sobre la enfermedad del mosaico del tabaco sirvió como un paso importante en el descubrimiento de los virus y condujo a la fundación del campo de la virología.